# Brochówka
Brochówka (Brochowianka, niem. Flossgraben) – struga, lewostronny dopływ Górnej Oławy o długości 8,18 km.
Struga przepływa przez południowo-wschodnią część Wrocławia (na terenie miasta 3,2 km); wpływa do Brochowa przez granicę z wsią Iwiny, płynie na północ przez Park Brochowski, staw parkowy i dalej wzdłuż linii kolejowej Wrocław-Kłodzko, potem w rejonie ul. Topolowej skręca na wschód, przecina linię kolejową z Opola i po przyjęciu z prawej strony Krzywego Potoku skręca na północ; dalej płynie wzdłuż opolskiej linii kolejowej przez Księże Wielkie i Księże Małe), a do Górnej Oławy wpada w rejonie ul. Karwińskiej.